# Джирлани, Элеонора
Элеонора Джирлани или Арканджела (итал. Arcangela, 1460, Трино, Пьемонт — 25 января 1494, Мантуя, Мантуя) — блаженная Римско-католической церкви, монахиня ордена кармелиток, основательница монастырей кармелиток в Италии, чудотворица.

## Биография
Элеонора Джирлани родилась в 1460 году в Трино Верчеллезе в Монферрато в Италии в семье аристократов. Образование и воспитание дочери родители доверили монахиням-бенедиктинкам из монастыря Святого Франциска в Рокка делле Донне (итал. Rocca delle Donne). Здесь в Элеоноре пробудилось монашеское призвание. Родители согласились благословить дочь, но с условием, что она поступит в монастырь рядом с домом. Элеонора отказалась.
В 1477 году вместе с сестрами Марией и Франциской она поступила в монастырь Святой Марии Магдалины в Парме, принадлежавший Мантуанской конгрегации кармелитов. Здесь 25 января 1478 года Элеонора приняла монашеское облачение и новое имя Арканджелы. Позднее она была избрана в настоятельницы этого монастыря.
18 февраля 1492 года по просьбе Франциска II — маркиза Мантуанского и жены его Елизаветы д’Эсте и по благословению викария ордена кармелитов — Фомы да Караваджо — в Мантуе ею был основан монастырь кармелиток (Санта-Мария-дель-Парадизо).
Арканджела непрестанно молилась и держала строгий пост. Она часто пребывала в экстатических состояниях, во время которых её видели вознесённой над землей (левитация). Она также обладала даром пророчества и чудотворения. В последние годы жизни Арканджела часто болела. Перед смертью она завещала сёстрам, собравшимся в её келье, более других добродетелей почитать смирение.
Арканджела скончалась 25 января 1495 года в монастыре в Мантуе, в Италии. По личной просьбе её похоронили в братской могиле и только через три года перезахоронили отдельно.

## Почитание
Когда в 1782 году по приказу императора Австрии Иосифа II обитель в Мантуе была закрыта, мощи Арканджелы перенесли в монастырь кармелиток в Трино ди Монферрато. В 1802 году упразднили и эту обитель и её мощи перенесли в церковь при госпитале Святого Лаврентия в Турине, где они находятся и сегодня.
Народное почитание Арканджелы 1 октября 1864 года подтвердил Римский папа Пий IX.
Литургическая память ей совершается 29 января, отдельно — в Трино 27 января.